# Tour della nazionale maschile di rugby a 15 della Nuova Zelanda 1995
Il tour del 1995 della nazionale di rugby a 15 della Nuova Zelanda si compose di otto tappe tra Italia e Francia e si svolse tra il 25 ottobre e il 18 novembre 1995.
Furono previsti tre test match, dei quali uno contro l'Italia (allo stadio Renato Dall'Ara di Bologna) e due contro la Francia (al Municipal di Tolosa e al Parco dei Principi di Parigi).
Gli altri cinque incontri furono contro Italia A a Catania, Barbarian francesi a Tolone, comitato del Linguadoca-Rossiglione a Béziers, comitato del Côte basque Landes a Bayonne e Francia A a Tomblaine (presso Nancy).

## Gli incontri
I primi due incontri si tennero in Italia: a Catania il XV degli All Blacks batté la Nazionale A italiana per 51-21 con sei mete contro le due azzurre, mentre invece il test match di Bologna vide un punteggio più severo, 70-6 per i neozelandesi con 10 mete contro nessuna italiana.
Il primo incontro in Francia fu una vittoria per 34-19 sulla selezione dei Barbarian francesi, cui fece seguito nel fine settimana successivo la vittoria a Béziers sulla selezione del comitato rugbistico di Linguadoca-Rossiglione e, nell'altro infrasettimanale a Bayonne, un 47-20 su quella del comitato di Côte basque Landes.
Il primo dei due test match contro la Francia, a Tolosa, fu una sconfitta, peraltro l'unica di tutto il tour, maturata al termine di un incontro in cui gli All Blacks non riuscirono ad andare a meta mentre i francesi vi andarono tre volte con Sadourny, Dourthe e Saint-André.
L'ultimo infrasettimanale fu a Tomblaine, sobborgo nei pressi di Nancy, dove la Francia A incontrò il XV della Nuova Zelanda, questa volta vincitore 55-17 con nove mete contro due dei francesi.
Infine, nel test match di Parigi, gli All Blacks ebbero la rivincita sulla sconfitta di una settimana prima, vincendo 37-12 grazie a quattro mete, una ciascuna da Rush, Osborne, Ian Jones e Lomu, contro le due di Saint-André.

## Risultati

### Itest match
| Arbitro: | George Gadjovich |

|                |      | |
|                | mt   | 5’ M. Jones 40’ Z. Brooke 45’, 67’ W. Little 52’, 80’ Lomu 58’ I. Jones 64’ S. Fitzpatrick 69’ Rush 76’ Wilson |
|                | tr   | 5’, 40’, 45’, 52’, 58’, 69’, 76’ Culhane                                                                       |
| Bonomi 3’, 32’ | c.p. | 35’, 37’ Culhane                                                                                               |

| Arbitro: | Peter Marshall |

|                                             |      |                                 |
| Sadourny 17’ R. Dourthe 30’ Saint-André 71’ | mt   |                                 |
| T. Castaignède 17’, 30’                     | tr   |                                 |
| T. Castaignède 13’                          | c.p. | 16’, 43’, 47’, 57’, 63’ Culhane |

| Arbitro: | Peter Marshall |

|                     |      |                                            |
| Saint-André 5’, 72’ | mt   | 16’ Rush 46’ Osborne 58’ I. Jones 70’ Lomu |
| T. Castaignède 72’  | tr   | 70’ Culhane                                |
|                     | c.p. | 3’, 9’, 25’, 31’, 35’ Culhane              |

### Gli altri incontri
| Arbitro: | Giacomel |

|                   |      |                                             |
| Castellani Favaro | mt   | Blackadder (2) Bunce Ieremia Osborne Wilson |
| Filizzola         | tr   | Mehrtens Wilson (2)                         |
| Filizzola (2)     | c.p. | Mehrtens (5)                                |
| Filizzola         | drop |                                             |

| Arbitro: | D. Davies |

|                        |      |                 |
| Toulouze (3)           | mt   | Hewitt Rush (2) |
| D. Camberabero Charvet | tr   | Culhane (2)     |
|                        | c.p. | Culhane (4)     |
|                        | drop | Culhane         |

| Arbitro: | Jim Fleming |

|            |      |                       |
|            | mt   | Bunce (2) Fitzpatrick |
|            | tr   | Culhane Wilson (2)    |
| Bellot (3) | c.p. | Culhane Wilson (2)    |

| Arbitro: | Brian Campsall |

|               |      |                                         |
| Arrieta Berek | mt   | Allen Ieremia Marshall Osborne (2) Rush |
| Lamaison (2)  | tr   | Spencer (4)                             |
| Lamaison (2)  | c.p. | Spencer (3)                             |

| Arbitro: | M. Gordon Black |

|                           |      |                                                                            |
| 53’ A. Costes 59’ Juillet | mt   | 3’, 75’ Osborne 17’, 62’ Lomu 26’ Rush 49’ Barry 68’ Matson 80+8’ Marshall |
| 53’, 59’ Favre            | tr   | 3’, 49’, 62’, 68’, 75’, 80+8’ Spencer                                      |
| 35’ Favre                 | c.p. | 33’ Spencer                                                                |